# Абакавір/Ламівудин

Структурна формула абакавіру

Структурна формула ламівудину

Абакаві́р/Ламівуди́н (міжнародна транскрипція ABC/3TC або KVX) — комбінований противірусний препарат, до складу якого входять два препарати — абакавір та ламівудин. Обидва препарати належать до групи нуклеозидних інгібіторів зворотньої транскриптази.

## Фармакологічні властивості
Абакавір/Ламівудин — синтетичний комбінований противірусний препарат з групи нуклеозидних інгібіторів зворотньої транскриптази. Механізмом дії обох компонентів препарату є перетворення на фосфорильовані похідні, що конкурентно блокують фермент вірусу ВІЛ — зворотню транскриптазу та вибірково інгібують реплікацію вірусної ДНК. Абакавір та ламівудин мають також слабку здатність інгібувати α-, β- та γ-ДНК-полімерази людини. Обидва компоненти препарату є активними до вірусу імунодефіциту людини І та ІІ типів.

### Фармакодинаміка
Абакавір/Ламівудин при прийомі всередину швидко всмоктується, максимальна концентрація в крові досягається в середньому протягом 1—1,5 години. Біодоступність після перорального прийому ламівудину становить 80—85 %, біодоступність абакавіру становить 83 %. В клітинах обидві складові препарату фосфорилюються до активних похідних — ламівудину трифосфату та карбовіру трифосфату, що мають подовжений час напіввиведення з клітин (відповідно 18—22 та 12—21 годин). Обидві складові препарату проникають через гематоенцефалічний бар'єр, проникають через плацентарний бар'єр та виділяється в грудне молоко. Складові препарату частково, у більшій ступені абакавір, метаболізуються в печінці з утворенням неактивних метаболітів. Виводяться абакавір та ламівудин переважно нирками, абакавір у вигляді неактивних метаболітів, ламівудин переважно у незміненому вигляді, період напіввиведення абакавіру з плазми становить 1,5 години, період напіввиведення ламівудину з плазми становить 5—7 годин. У осіб з порушенням функції нирок період напіввиведення обох складових препарату може збільшуватись.

## Показання до застосування
Абакавір/ламівудин застосовують для лікування ВІЛ-інфекції у дорослих та дітей старших 12 років у складі комбінованої терапії. Монотерапію препаратом не застосовують у зв'язку з швидким розвитком резистентності ВІЛ до препарату.

## Побічна дія
При застосуванні абакавіру/ламівудину можливі наступні побічні ефекти:
- Алергічні реакції — дуже часто (більше 10 %) висипання на шкірі; часто (1—10 %) гарячка та грипоподібний синдром, нежить, кон'юнктивіт, анафілактичний шок, синдром Стівенса-Джонсона, синдром Лаєлла. За даними клінічних досліджень, алергічні реакції на один із складників препарату (абакавір) можуть призводити до летальних наслідків у 5 % випадків.[1][2]
- З боку травної системи — дуже часто (більше 10 %) нудота, блювання, діарея, зниження апетиту, біль у животі, панкреатит; нечасто стоматит, гепатит, печінкова недостатність.
- З боку нервової системи — дуже часто (більше 10 %) головний біль; часто порушення сну, парестезії, периферичні нейропатії; рідко летаргія.
- З боку опорно-рухового апарату — дуже часто (більше 10 %) міалгії; часто артралгії; дуже рідко рабдоміоліз, остеонекроз.
- Інші побічні ефекти — дуже часто (більше 10 %) кашель, задишка; нечасто ліподистрофія, лактатацидоз, респіраторний дистресс-синдром у дорослих, лімфаденопатія, артеріальна гіпотензія, ниркова недостатність, алопеція.
- Зміни в лабораторних аналізах — дуже часто підвищення активності амінотрансфераз в крові; часто лімфопенія, нейтропенія; нечасто анемія, еритроцитарна аплазія, тромбоцитопенія, підвищення рівня креатиніну, креатинфосфокінази і сечовини в крові.

Під час проведення комбінованої антиретровірусної терапії у хворих зростає ймовірність лактатацидозу та гепатонекрозу. При проведенні ВААРТ у хворих зростає ймовірність розвитку гіпертригліцеридемії, гіперхолестеринемії, інсулінорезистентності, гіперглікемії та гіперлактемії. У хворих, що мають поєднану інфекцію вірусами ВІЛ та вірусу гепатиту B при відміні препарату можуть розвиватися миттєве загострення гепатиту зі значним підвищенням активності амінотрансфераз і ймовірним розвитком печінкової недостатності. Під час проведення ВААРТ зростає ймовірність синдрому відновлення імунної системи із загостренням латентних ВІЛ-асоційованих інфекцій і вірусного гепатиту B.

## Протипоказання
Абакавір/ламівудин протипоказаний при підвищеній чутливості до компонентів препарату, печінковій та нирковій недостатності, хворим молодшим 12 років та старшим 65 років, при масі тіла менше 40 кг, годуванні грудьми. З обережністю застосовують препарат при вагітності. Абакавір/ламівудин не застосовують разом із зальцитабіном.

## Форми випуску
Абакавір/ламівудин випускається у формі таблеток по 0,6 г абакавіру та 0,3 г ламівудину. У США схвалено FDA випуск таблеток по 120/60 мг та 60/30 мг для приготування суспензії для перорального застосування у дітей.